# 경고 (영화)
《경고》(영어: Caveat)는 아일랜드에서 제작된 2020년 공포 스릴러 영화이다. 데이미언 맥카시가 각본, 연출, 편집을 맡았고, 조니 프렌치 등이 출연하였다. 맥카시의 장편 영화 감독 데뷔작이다. 이 영화는 2020년 10월 4일 아일랜드의 인디코크 영화제에서 전 세계 최초로 상영되었다.

## 출연
- 조니 프렌치 - 아이작 역
- 레일라 사이크스 - 올가 역
- 벤 캐플런 - 모 배럿 역